# Maturase K

Localisation du gène matK dans le génome du plastome d'Arabidopsis thaliana. matK est l'un des gènes de codage des protéines impliqués dans des fonctions autres que les réactions photosynthétiques (boîtes rouges). Cartes matK aux coordonnées 2-3.5 kb

Maturase K (matK) est un gène plastidial végétal. La protéine qu'il code est un organelle intron maturase, une protéine qui réalise l'épissage d'introns du Groupe II. Il est essentiel pour le raccordement in vivo des introns du Groupe II. Cette protéine préserve seulement un domaine X bien conservé et les restes d'un domaine de transcriptase inverse.
Les amorces d'Universal MatK peuvent être utilisés pour le codage de l'ADN d'angiospermes.